# Выборы в Саратовскую областную думу (1997)

## Законодательство
В первоначальной редакции Устава (Основного закона) Саратовской области количественный состав областной думы (начиная со второго созыва) устанавливался в размере 50 депутатов, из которых 25 человек избиралось по мажоритарной системе в одномандатных округах, ещё 25 — по пропорциональной системе по единому округу.
23 апреля 1997 года депутаты Саратовской областной Думы внесли изменения в Устав Саратовской области и в Закон Саратовской области «О выборах в Саратовскую областную Думу». Количество депутатов со второго созыва устанавливалось в 35 человек, и все они избираются по одномандатным округам. Данные законопроекты были внесены областным правительством.
Саратовская областная дума первого созыва была избрана в мае 1994 г. сроком на два года, в 1996 году полномочия были продлены, а выборы перенесены на 14 декабря 1997 года. Однако 21 мая 1997 года выборы были вновь перенесены, теперь на 31 августа 1997 года.

## Ключевые даты
- 27 мая 1997 г. — губернатор Саратовской области утвердил новую редакцию Закона о выборах областной думы, в соответствии с которым выборы назначены на 31 августа 1997 года.
- 31 августа 1997 г. — день голосования

## Участники
- Всего на 35 депутатских мест было выдвинуто 252 кандидата (в том числе 22 депутата первого созыва), зарегистрировано 156. Три четверти кандидатов были независимыми. Из политических партий наибольшую активность в выдвижении проявила ЛДПР: выдвинуто 12 кандидатов (ещё один член ЛДПР баллотировался как самовыдвиженец). КПРФ участвовала в выборах через самовыдвижение (24 кандидата, в остальных округах поддерживала независимых). Активность других избирательных объединений была значительно меньше: 4 кандидата выдвинул «Народно-патриотический союз», по 3 — «Молодёжный избирательный блок», Русская социалистическая партия и Российский союз офицеров запаса, по одному — «Национальный демократический союз молодёжи», Аграрная партия и Саратовский земский союз[1], в качестве самовыдвиженцев в выборах участвовали 2 члена РКРП.

## Результаты
- В голосовании приняли участие 43,7 % зарегистрированных избирателей. В Балашовском избирательном округе № 19 и в Энгельсском избирательном округе № 24 выборы в областную думу были отложены, состоялись соответственно 19 октября и 9 ноября 1997 года.
- 8 депутатов первого созыва были переизбраны.

| Округ | ФИ депутата           | место работы, субъект выдвижения |
| ----- | --------------------- | --- |
| 1     | Южаков Владимир       | Поволжская академия государственной службы, ректор, выдвинут избирателями по месту жительства |
| 2     | Макаров Сергей        | ЗАО Международный подшипниковый концерн «Автоштамп», генеральный директор, выдвинут Саратовским земским союзом, член Саратовского земского союза                                                          |
| 3     | Чистяков Анатолий     | ОАО"Саратовский подшипниковый завод", генеральный директор, выдвинут избирателями по месту работы |
| 4     | Мальцев Вячеслав      | Саратовская областная Дума, заместитель председателя, самовыдвиженец |
| 5     | Усынин Юрий           | Саратовское высшее военное командно-инженерное училище ракетных войск, начальник, выдвинут избирателями по месту работы                                                                                   |
| 6     | Думчев Николай        | Администрация г. Саратова, заместитель мэра, департамент ЖКХ г. Саратова, начальник, депутат Саратовской областной Думы, Саратовская областная общественная организация Российского Союза офицеров запаса |
| 7     | Заигралов Юрий        | Деревообрабатывающий комбинат облпотребсоюза, директор, самовыдвиженец |
| 8     | Комаров Николай       | НИИ сельского хозяйства Юго-Востока, директор, самовыдвиженец |
| 9     | Михайлов Василий      | МУП ЖКХ Октябрьского района, директор, выдвинут избирателями по месту работы |
| 10    | Семенец Николай       | Саратовская областная Дума, комитет по социальной политике и связям с общественными организациями, председатель, выдвинут избирательным объединением Российского Союза офицеров запаса                    |
| 11    | Медведев Николай      | АОЗТ"Нитрон-Агро", директор, выдвинут избирателями по месту работы |
| 12    | Сычев Юрий            | средняя общеобразовательная школа № 2 г. Вольска, директор, выдвинут избирателями по месту работы |
| 13    | Якимкин Виктор        | управление строительства № 14 Спецстроя РФ, начальник, генерал-майор, выдвинут избирателями села Спасское Вольского муниципального образования                                                            |
| 14    | Титаев Владимир       | первый заместитель министра торговли; Саратовское ОПС, председатель правления, выдвинут избирателями по месту жительства                                                                                  |
| 15    | Гришин Николай        | Саратовская областная Дума, депутат, выдвинут избирателями по месту работы Петровской центральной районной больницы                                                                                       |
| 16    | Санталов Владимир     | ОАО Агропромышленная корпорация «Саратовптица», генеральный директор; ГП"Михайловская птицефабрика", директор, депутат Саратовской областной Думы, выдвинут избирателями ГП"Михайловская птицефабрика"    |
| 17    | Кац Лев               | саратовского ДСК, генеральный директор, выдвинут избирателями по месту работы ТОО"Сапожковское" |
| 18    | Боброва Валентина     | Правительство области, заместитель председателя, министр труда и социального развития, депутат Саратовской областной Думы, выдвинута избирателями Аркадакского центра социального обеспечения             |
| 19    | Маштаков Анатолий     | председатель колхоза имени Ленина села Тростянка Балашовского района, член Аграрной партии России, выдвинут группой граждан                                                                               |
| 20    | Чернобук Николай      | балашовский филиал Саратовского областного отделения Ространсинспекции, начальник, выдвинут депутатами по месту жительства                                                                                |
| 21    | Рогожин Евгений       | Федерация профсоюзных организаций Саратовской области, председатель, выдвинут избирателями по месту жительства                                                                                            |
| 22    | Поимцев Василий       | ТОО"Саратовстрой", председатель правления, выдвинут избирателями средней школы № 2 поселка Лысые Горы и АО"Красноармейскпромжилстрой"                                                                     |
| 23    | Шлычков Евгений       | ОАО"Энгельстрансмаш", председатель совета директоров, выдвинут избирателями по месту работы |
| 24    | Полулях Николай       | директор Энгельсского троллейбусного завода (АО"Тролза"), самовыдвижение |
| 25    | Сеноженский Александр | трест «Энгельсстрой», управляющий, выдвинут избирателями по месту работы |
| 26    | Чумаков Владимир      | ООО"Югтрансгаз", генеральный директор, выдвинут избирателями по месту работы |
| 27    | Харитонов Александр   | Саратовская областная Дума, председатель, выдвинут избирателями ТОО"Чкаловское" |
| 28    | Чуриков Владимир      | Правительство области, заместитель председателя, министр образования области, самовыдвиженец |
| 29    | Бабошкин Анатолий     | аппарат Губернатора области, заместитель руководителя, управление по взаимодействию с территориями и контрольной работе, начальник, выдвинут избирателями ГП"Дорожник-Озинки"                             |
| 30    | Капкаев Владимир      | АООТ"Пугачевский мукомольный завод № 4", генеральный директор, выдвинут избирателями по месту работы |
| 31    | Удалов Дмитрий        | АООТ ФСК «Русское поле», президент, выдвинут избирателями по месту работы Локомотивного депо Ершов Приволжской ж.д.                                                                                       |
| 32    | Шапошников Василий    | ОАО"Волгодизельмаш", генеральный директор, депутат Саратовской областной Думы, выдвинут избирателями по месту работы                                                                                      |
| 33    | Динер Наталья         | родовое объединение ГТМО г. Балаково, главный врач, самовыдвиженец |
| 34    | Ефремов Евгений       | ОАО"Балаковорезинотехника", генеральный директор, выдвинут избирателями по месту работы |
| 35    | Давыдов Владимир      | СП"Саркомпексим", генеральный директор, выдвинут избирателями по месту работы |

Первое заседание Саратовской областной думы второго созыва состоялось 4 сентября 1997 года.